# Marco Di Césare
Marco Genaro Di Césare (ur. 30 stycznia 2002 w Mendozie) – argentyński piłkarz włoskiego pochodzenia grający na pozycji środkowego obrońcy w argentyńskim klubie Racing Club. Młodzieżowy reprezentant Argentyny. Uczestnik Letnich Igrzysk Olimpijskich 2024 w Paryżu.